# Alexandre Müller
Alexandre Müller (* 1. února 1997 Poissy) je francouzský profesionální tenista. Ve své dosavadní kariéře na okruhu ATP Tour vyhrál jeden singlový turnaj. Na challengerech ATP a okruhu ITF získal deset titulů ve dvouhře a osm ve čtyřhře.
Na žebříčku ATP byl ve dvouhře nejvýše klasifikován v prosinci 2024 na 67. místě a ve čtyřhře v květnu 2022 na 273. místě. Trénuje ho bývalý francouzský tenista Xavier Pujo.

## Finále na okruhu ATP Tour

### Dvouhra: 2 (1–1)
| Legenda                     |
| --------------------------- |
| Grand Slam (0–0)            |
| Turnaj mistrů (0–0)         |
| ATP Tour Masters 1000 (0–0) |
| ATP Tour 500 (0–0)          |
| ATP Tour 250 (1–1)          |

| Stav      | č. | datum      | turnaj           | kategorie | povrch | soupeř ve finále        | výsledek           |
| --------- | -- | ---------- | ---------------- | --------- | ------ | ----------------------- | ------------------ |
| Finalista | 1. | duben 2023 | Marrákeš, Maroko | ATP 250   | antuka | Roberto Carballés Baena | 6–4, 6–7(3–7), 2–6 |
| Vítěz     | 1. | leden 2025 | Hongkong, Čína   | ATP 250   | tvrdý  | Kei Nišikori            | 2–6, 6–1, 6–3      |

## Finále na challengerech ATP a okruhu ITF
| Legenda                    |                          |
| D – dvouhra; Č – čtyřhra   | D – dvouhra; Č – čtyřhra |
| -------------------------- | ------------------------ |
| Challengery (3–3 D; 2–1 Č) |                          |
| Futures (7–14 D; 6–7 Č)    |                          |

### Dvouhra: 27 (10–17)
| Stav      | V–P   | datum         | turnaj                    | povrch    | soupeř ve finále         | výsledek            |
| --------- | ----- | ------------- | ------------------------- | --------- | ------------------------ | ------------------- |
| Finalista | 0–1   | listopad 2015 | Marsá al-Qantáwí, Tunis   | tvrdý (h) | Nikola Milojević         | 2–6, 3–6            |
| Finalista | 0–2   | březen 2016   | Šarm aš-Šajch, Egypt      | tvrdý (h) | Marko Tepavac            | 6–7(3–7), 1–6       |
| Finalista | 0–3   | květen 2016   | Oran, Alžírsko            | antuka    | Sadio Doumbia            | 6–4, 4–6, 4–6       |
| Finalista | 0–4   | červen 2016   | Skopje, Severní Makedonie | antuka    | Danilo Petrović          | 3–6, 6–4, 6–7(6–8)  |
| Vítěz     | 1–4   | červenec 2016 | Skopje, Severní Makedonie | antuka    | Dimitar Grabul           | 6–2, 6–4            |
| Finalista | 1–5   | srpen 2016    | Tanger, Maroko            | antuka    | Maxime Hamou             | 3–6, 6–4, 2–6       |
| Finalista | 1–6   | říjen 2016    | Bol, Chorvatsko           | antuka    | Riccardo Bellotti        | 4–6, 1–6            |
| Finalista | 1–7   | listopad 2016 | Heráklion, Řecko          | tvrdý (h) | Václav Šafránek          | 5–7, 4–6            |
| Vítěz     | 2–7   | listopad 2016 | Lemesos, Kypr             | tvrdý (h) | Lucas Miedler            | 6–2, 6–2            |
| Finalista | 2–8   | prosinec 2016 | Ramat Gan, Izrael         | tvrdý (h) | David Guez               | 7–5, 5–7, 3–6       |
| Finalista | 2–9   | únor 2017     | Jakarta, Indonésie        | tvrdý (h) | Sebastian Fanselow       | 1–6, 3–6            |
| Finalista | 2–10  | květen 2017   | Grasse, Francie           | antuka    | Corentin Moutet          | 4–6, 3–6            |
| Vítěz     | 3–10  | červenec 2017 | Mrągowo, Polsko           | antuka    | Markus Eriksson          | 6–3, 0–6, 6–3       |
| Vítěz     | 4–10  | červenec 2017 | Uriage-les-Bains, Francie | antuka    | Corentin Denolly         | 5–7, 7–6(7–1), 6–4  |
| Vítěz     | 5–10  | říjen 2017    | Hammámet, Tunisko         | antuka    | Guillermo Olaso          | 4–6, 6–3, 6–3       |
| Finalista | 5–11  | březen 2018   | Džerba, Tunisko           | tvrdý (h) | Moez Echargui            | 6–7(5–7), 6–2, 1–6  |
| Finalista | 5–12  | září 2018     | Džunija, Libanon          | antuka    | Jordi Samper Montaña     | 3–6, 4–6            |
| Vítěz     | 6–12  | říjen 2018    | Džunija, Libanon          | antuka    | Fabien Reboul            | 6–7(2–7), 6–3, 6–4  |
| Finalista | 6–13  | prosinec 2018 | Monastir, Tunisko         | tvrdý (h) | Aslan Karatsev           | 4–6, 6–4, 1–6       |
| Finalista | 6–14  | září 2019     | Glasgow, Velká Británie   | tvrdý (h) | Emil Ruusuvuori          | 3–6, 1–6            |
| Finalista | 6-15  | říjen 2019    | Tavira, Portugalsko       | tvrdý (h) | Frederico Ferreira Silva | 2–6, 1–6            |
| Vítěz     | 7-15  | listopad 2019 | Monastir, Tunisko         | tvrdý (h) | Petros Chrysochos        | 3–6, 7–6 (7-5), 6–2 |
| Vítěz     | 8–15  | červen 2022   | Blois, Francie            | antuka    | Nikola Milojevic         | 7–6(7-3), 6–1       |
| Finalista | 8–16  | únor 2023     | Waco, Texas, USA          | tvrdý (h) | Aleksandar Kovacevic     | 3–6, 6–4, 2–6       |
| Vítěz     | 9–16  | červen 2023   | Montechiarugolo, Itálie   | antuka    | Francesco Maestrelli     | 6–1, 6–4            |
| Finalista | 9–17  | červen 2024   | Lyon, Francie             | antuka    | Hugo Gaston              | 2–6, 6–1, 1–6       |
| Vítěz     | 10–17 | červenec 2024 | San Marino, San Marino    | antuka    | Ceng Čchun-sin           | 6–3, 4–6, 7–6(7-3   |

### Čtyřhra: 16 (8–8)
| Stav      | V–P | datum         | turnaj                                | povrch     | spoluhráč            | soupeři ve finále                      | výsledek              |
| --------- | --- | ------------- | ------------------------------------- | ---------- | -------------------- | -------------------------------------- | --------------------- |
| Finalista | 0–1 | říjen 2015    | Heráklion, Řecko                      | tvrdý      | Corentin Denolly     | Lloyd Glasspool Joshua Ward-Hibbert    | w/o                   |
| Vítěz     | 1–1 | leden 2016    | Bagnoles de l'Orne Normandie, Francie | antuka (i) | Corentin Denolly     | Benjamin Bonzi Grégoire Jacq           | 2–6, 6–1, [10–6]      |
| Vítěz     | 2–1 | květen 2016   | Oran, Alžírsko                        | antuka     | Fabien Reboul        | Adria Mas Mascolo Pol Toledo Bagué     | 6–4, 6–4              |
| Vítěz     | 3–1 | květen 2016   | Alžír, Alžírsko                       | antuka     | Grégoire Jacq        | Jordi Muñoz Abreu Fabien Reboul        | 6–4, 6–3              |
| Finalista | 3–2 | červenec 2016 | Formigine, Itálie                     | antuka     | Pirmin Hänle         | Riccardo Balzerani Enrico Dalla Valle  | 3–6, 3–6              |
| Finalista | 3–3 | srpen 2016    | Tanger, Maroko                        | antuka     | Gianni Mina          | Sander Gillé Antoine Hoang             | 4–6, 6–7(7–9)         |
| Finalista | 3–4 | srpen 2016    | Tanger, Maroko                        | antuka     | Gianni Mina          | Felipe Cunha Silva Julian Ocleppo      | 3–6, 3–6              |
| Finalista | 3–5 | listopad 2016 | Heráklion, Řecko                      | tvrdý      | Florent Diep         | Adrian Bodmer Jakob Sude               | 2–6, 1–6              |
| Finalista | 3–6 | prosinec 2016 | Larnaka, Kypr                         | tvrdý      | Markos Kalovelonis   | Lucas Miedler Maximilian Neuchrist     | 3–6, 6–1, [5–10]      |
| Vítěz     | 4–6 | leden 2017    | Šarm aš-Šajch, Egypt                  | tvrdý      | Antoine Escoffier    | Adrian Bodmer Jakob Sude               | 6–2, 3–6, [11–9]      |
| Vítěz     | 5–6 | červenec 2017 | Lasne, Belgie                         | antuka     | Corentin Denolly     | Maxence Brovillé Clément Tabur         | 6–1, 6–3              |
| Vítěz     | 6–6 | červenec 2017 | Uriage-les-Bains, Francie             | antuka     | Corentin Denolly     | Antoine Bellier Johan Sébastien Tatlot | 6–3, 7–5              |
| Finalista | 6–7 | květen 2018   | Grasse, Francie                       | antuka     | Corentin Denolly     | Hugo Gaston Clément Tabur              | 2–6, 4–6              |
| Vítěz     | 7–7 | červen 2019   | Blois, Francie                        | antuka     | Corentin Denolly     | Sergio Galdós Andreas Siljeström       | 7–5, 6–7(5–7), [10–6] |
| Finalista | 7–8 | únor 2022     | Bengalúr, Indie                       | tvrdý      | Hugo Grenier         | Saketh Myneni Ramkumar Ramanathan      | 3-6, 2-6              |
| Vítěz     | 8–8 | duben 2022    | Sanremo, Itálie                       | antuka     | Geoffrey Blancaneaux | Flavio Cobolli Matteo Gigante          | 4–6, 6–3, [11–9]      |